# Gmina Bogatić
Gmina Bogatić (serb. Opština Bogatić / Општина Богатић) – gmina w Serbii, w okręgu maczwańskim. W 2018 roku liczyła 26 630 mieszkańców.